# AGILE (космический аппарат)
AGILE (сокр. от итал. Astro-rivelatore Gamma a Immagini LEggero) — итальянская орбитальная обсерватория для наблюдения космического пространства в рентгеновском и гамма-диапазонах. Спутник запущен 23 апреля 2007 года из индийского Космического центра имени Сатиша Дхавана на острове Шрихарикота с помощью ракеты-носителя PSLV‑C8.

## Конструкция
Спутник разработан и создан Итальянским космическим агентством на базе платформы «MITA». Габариты аппарата — 1,675 × 1,689 × 2,62 м, стартовая масса — 352 кг, масса полезной нагрузки — 130 кг.

## Инструменты
На спутнике установлены следующие инструменты:
- GRID (Gamma-Ray Imaging Detector) — изображающий гамма-детектор, предназначенный для обнаружения и определения координат гамма-всплесков и работающий в диапазоне энергий от 30 МэВ до 30 ГэВ;
- MCAL — мини-калориметр, предназначенный для обнаружения гамма-всплесков в диапазоне энергий 0,3—100 МэВ;
- Hard X-Ray Imager — камера жёсткого рентгеновского диапазона, предназначенная для определения спектра гамма-всплесков и получения их изображения в диапазоне 15—45 кэВ.